# Impasse em Eagle Pass

Em 11 de janeiro de 2024, a Guarda Nacional do Texas tomou controle do Shelby Park — um parque de 47,4 acres (19,2 hectares) na cidade de Eagle Pass, situada ao longo do rio Grande, que separa os Estados Unidos do México — depois de o governador do Texas, Greg Abbott, assinar uma declaração de emergência para fechar local. Abbott citou a crise fronteiriça entre o México e os Estados Unidos e a necessidade de proteger a fronteira mexicano-americana em sua declaração. A Guarda Nacional do Texas impediu a atuação de agentes da Patrulha de Fronteira dos EUA na área, que a Patrulha de Fronteira vinha usando nas últimas semanas para deter migrantes.
Após o fechamento, três migrantes foram encontrados afogados no rio Grande. Posteriormente, foram identificados pelas autoridades mexicanas como uma mulher de 33 anos e seus dois filhos de 10 e 8 anos. A Patrulha da Fronteira dos EUA disse ter alertado a Guarda Nacional do Texas de que um grupo de migrantes estava em perigo nas águas fora da rampa para barcos no Parque Shelby, mas que a Guarda Nacional não tomou medidas para resgatar os migrantes. Os advogados do Texas responderam que a Guarda Nacional só foi alertada depois que os três se afogaram e que a Guarda Nacional não avistou nenhum migrante. As autoridades mexicanas afirmaram que o barco nunca entrou em território dos EUA.
Em 22 de janeiro, a Suprema Corte dos Estados Unidos emitiu uma ordem para anular uma liminar do 5º Circuito de Corte de Apelações dos EUA que impedia os agentes da Patrulha de Fronteira de cortarem fio de concertina, que a Guarda Nacional tem usado para fazer uma cerca no Parque Shelby. A decisão dizia respeito a uma disputa anterior e não abordou as ações do Texas em instalar arame farpado ou o bloqueio de autoridades federais no parque. Em 24 de janeiro, Abbott respondeu afirmando que o Texas se recusaria a permitir o acesso das autoridades federais ao parque, prometendo "proteger a soberania do nosso estado". Um impasse militar entre autoridades estaduais e federais sobre a imigração é único na história americana moderna, com o professor de direito constitucional Charles "Rocky" Rhodes e um editorial do San Antonio Express-News dizendo que isso pode sinalizar o início de uma crise constitucional .
Após a decisão da Suprema Corte, todos os governadores republicanos estaduais, com exceção do governador de Vermont, Phil Scott, anunciaram seu apoio ao governo do Texas na disputa, assim como o presidente da Câmara dos EUA, Mike Johnson . O governador da Flórida, Ron DeSantis, após enviar a Guarda Nacional da Flórida, também se comprometeu a enviar mais recursos para reforçar o governo do texano. O governador de Oklahoma, Kevin Stitt, prometeu enviar a Guarda Nacional de Oklahoma para apoiar o Texas. Outras autoridades republicanas estaduais e nacionais apoiaram o Texas.
Em 23 de janeiro, o Departamento de Segurança Interna emitiu um ultimato ao procurador-geral do Texas, Ken Paxton, ordenando a remoção das "obstruções" ao longo da fronteira e a concessão, à Patrulha da Fronteira, de acesso total ao Parque Shelby até 26 de janeiro. Em 24 de janeiro, os representantes democratas (membros da Câmara baixa dos Estados Unidos) do Texas, Joaquin Castro e Greg Casar, pediram ao presidente dos EUA , Joe Biden, que estabelecesse controle federal sobre a Guarda Nacional do Texas.
- Operação Lone Star
- Arizona SB 1070